# Papiro 93
El Papiro 93 (en la numeración Gregory-Aland) designado como {\displaystyle {\mathfrak {P}}}93, es una copia antigua de una parte del Nuevo Testamento en griego. Es un manuscrito en papiro del Evangelio de Juan y contiene la parte de Juan 13:15-17. Ha sido asignado paleográficamente al siglo V.
El texto griego de este códice es un representante del Tipo textual alejandrino, también conocido neutral o egipcio. Aún no ha sido relacionado con una Categoría de los manuscritos del Nuevo Testamento.
Este documento se encuentra en el Museo Arqueológico Nacional de Florencia (del italiano: Museo archeologico nazionale di Firenze) (PSI Inv. 108), en Florencia.